# Kende Rezső
Kende Rezső (Rákospalota, 1908. december 31. – Budapest, 2011. június 19.) magyar tornász, olimpikon.

## Élete
Szülei Kende Rezső vasúti hivatalnok és Banchovics Mária voltak. Gimnáziumi diákként ismerkedett meg a tornasporttal. 1925-től indulhatott versenyeken, egy év múlva a KISOK (Középiskolák Országos Kupája) bajnokságán összetettben és nyújtón szerzett első helyezést. Az érettségi után az UTE színeiben folytatta a versenyzést.
1927-ben meghívták a válogatott keretébe, ahol kiharcolta az olimpiai szereplés jogát. Az 1928. évi nyári olimpiai játékokon csapatban tizedik lett, egyéniben pedig legjobb eredményét korláton érte el – a 33. helyig jutott. 1929-ben a Magyar Posta alkalmazásába került. Előbb Szolnokon, majd a vb-felkészülését elősegítve Budapesten jutott álláshoz. Az 1930-as luxemburgi világbajnokságon csapatban 4., összetett egyéniben 27. helyen végzett.
A vb után a növekvő munkahelyi elfoglaltságai, a sorkatonai szolgálata és a jogi egyetemi tanulmányai miatt befejezte élsportolói pályafutását, de kisebb versenyeken továbbra is részt vett, később a Postás SE tornaszakosztályának az elnöki tisztét látta el. 1940-től 2000-ig versenybíróként is tevékenykedett.
2011. június 19-én, 102 éves korában bekövetkezett haláláig a Máriaremetei úton, az idősek otthonában élt, itt látogatták meg naponta négy gyermeke, tizenkét unokája és négy dédunokája. 100. születésnapja alkalmából is ők köszöntötték fel, és így ő lett Magyarország legidősebb élő olimpikonja.